# Rijal Mbamba
Rijal Muhammad Saleh Mbamba, född 12 oktober 1988 i Helsingborg, är en svensk programledare.
Mbamba var programledare i Sveriges Radios P3 Din Gata mellan 2011 och 2013. 2013 debuterade han som programledare i TV när han ledde Sommarlov i Sveriges Television tillsammans med Malin Olsson och Kristoffer Svensson. 2013 var han publikens ambassadör i Musikhjälpen.
Han är även tvåfaldig svensk mästare i poetry slam och är en del av soul- och hiphopgruppen S.T.I.C.S.